# Bāžciems
Bāžciems es un barrio de la ciudad de Jūrmala, Letonia.

## Superficie
Posee una superficie de 3,6 kilómetros cuadrados (360 hectáreas).

## Población
Hasta 2008 presentaba una población de 9 habitantes, con una densidad de población de 2,5 habitantes por kilómetro cuadrado.